# Route 125 (Nouvelle-Écosse)
Pour les articles homonymes, voir Route 125.
La route 125 est une autoroute de la Nouvelle-Écosse contournant par le sud les banlieues de Sydney. Elle parcourt une distance totale de 28,3 km (17,6 mi).

## Description du tracé
La route 125 débute à l'échangeur avec la route 105 à Sydney Mines. Elle se dirige vers le sud jusqu'à North Sydney, où elle bifurque vers le sud-ouest sur une courte distance. Elle bifurque alors vers l'est en passant au sud du centre-ville de Sydney. La route 125 contourne alors la ville par le sud-est pour se terminer à l'intersection avec la route 4 à l'est du centre-ville, en direction de l'aéroport.

## Histoire
La route 125 fut construite vers la fin des années 1950 et le début des années 1960, et reliait North Sydney jusqu'à Point Edward, où elle se terminait sur la route 305, puis la route 5 jusqu'à Sydney River. Quand la route 125 fut construite pour contourner quelques segments de la route 5 au début des années 1970, elle devint une autoroute à accès limité sur presque toute sa longueur. En 1970, elle fut prolongée vers le nord-est jusqu'à Grand Lake Road, où elle se termine sur la route 4. En 1990, elle fut élargie de Balls Creek jusqu'à Upper North Sydney, puis vers 2000, jusqu'à North Sydney. En 2010, elle fut élargie jusqu'à Sydney River.

## Liste des sorties
| Comté                 | Ville        | km    | Sortie                                                             | Destinations                                                                                  | Notes                                                            |
| --------------------- | ------------ | ----- | ------------------------------------------------------------------ | --------------------------------------------------------------------------------------------- | ---------------------------------------------------------------- |
| Cap-Breton            | Sydney Mines | −2,00 |                                                                    | Route 305 sud (Main Street) – Sydney Mines, North Sydney                                      | La route continue comme Route 305 sud                            |
| Cap-Breton            | Sydney Mines | −2,00 | Route 305 nord (Pond Road) – Florence                              |                                                                                               |                                                                  |
| Cap-Breton            | Sydney Mines | 0,00  | 1                                                                  | Route 105 – Baddeck, Chaussée de Canso, North Sydney, Traversier vers Terre-Neuve-et-Labrador | Indiqué sortie 1E (est) et 1W (ouest); sortie 20 de la Route 105 |
| Cap-Breton            | North Sydney | 2,50  | 2                                                                  | Johnston Road / King Street                                                                   |                                                                  |
| Cap-Breton            |              | 8,80  | 3                                                                  | Route 223 ouest / Route 305 – Boisdale, Grand Narrows                                         | Terminus est de la Route 223                                     |
| Cap-Breton            | 11,50        | 4     | Vers Route 239 / Route 305 – Balls Creek, Point Edward, Frenchvale | Route 305 indiqué en direction ouest seulement                                                |                                                                  |
| Cap-Breton            | 15,80        | 5     | Vers Route 239 / Route 305 – Coxheath, Westmount, Sydport          |                                                                                               |                                                                  |
| Cap-Breton            | Coxheath     | 18,00 | 5A                                                                 | Coxheath, Westmount, Blacketts Lake                                                           |                                                                  |
| Cap-Breton            | Sydney River | 18,70 | Traverse la rivière Sydney                                         | Traverse la rivière Sydney                                                                    | Traverse la rivière Sydney                                       |
| Cap-Breton            | Sydney River | 19,10 | 6                                                                  | Route 4 (Kings Road) – Sydney, Saint-Pierre, Port Hawkesbury                                  | Indiqué sortie 6E (est) et 6W (ouest) en direction est           |
| Cap-Breton            | Sydney       | 21,20 | 7                                                                  | Route 327 (Alexandra Street) – Sydney, Gabarus                                                |                                                                  |
| Cap-Breton            | Sydney       | 22,40 | 7A                                                                 | Churchill Drive                                                                               |                                                                  |
| Cap-Breton            | Sydney       | 24,20 | 8                                                                  | Route 22 (George Street / Marconi Trail) – Sydney, Louisbourg                                 |                                                                  |
| Cap-Breton            | Sydney       | 28,30 | (9)                                                                | Route 4 (Grand Lake Road) – Sydney, Aéroport, Glace Bay, New Waterford                        | Intersection à niveau; continue comme Sydney Port Access Road    |
| Cap-Breton            | Sydney       | 28,30 | (9)                                                                | Sydney Port Access Road                                                                       | Intersection à niveau; continue comme Sydney Port Access Road    |
| - Transition de route |              |       |                                                                    |                                                                                               |                                                                  |